# Galeusca TV
Galeusca TV fue un canal de televisión internacional por satélite dirigido a la comunidad emigrante española en América. Comenzó sus emisiones el 31 de diciembre de 1996, a través del satélite PanAmSat-3R, y fue impulsado por las televisiones autonómicas de Galicia —Televisión de Galicia, TVG—, País Vasco —Euskal Telebista, ETB— y Cataluña —Televisió de Catalunya, TVC—. El 30 de septiembre de 1998 desapareció en favor de señales internacionales propias para cada grupo autonómico.
El nombre del canal, «Galeusca», hace referencia a los pactos firmados por las nacionalidades históricas de España desde 1923.

## Historia
En verano de 1995, el gobierno de España modificó la Ley del Tercer Canal de Televisión para que las radiodifusoras autonómicas pudiesen emitir vía satélite. La primera en aprovecharlo fue la catalana TV3 con TVC Satèl·lit, un canal de cobertura europea cuyas emisiones empezaron en septiembre del mismo año. Con la medida ya aprobada, las radiodifusoras de la FORTA con lengua propia —Televisión de Galicia (TVG), Euskal Telebista (ETB) y Televisió de Catalunya (TVC)— trabajaron en un canal común dirigido a la diáspora española en Iberoamérica. 
El 31 de diciembre de 1996 comenzaron las emisiones de Galeusca TV a través del satélite PanAmSat-3R. La programación era en castellano con programas en lenguas autonómicas, aportados por las televisiones autonómicas, y pretendía reflejar las particularidades de las comunidades gallega, vasca y catalana. Galeusca TV firmó acuerdos de distribución con operadores de México, Perú, Argentina y Venezuela; su intención era llegar a más de seis millones de hogares en el primer año.
El 1 de abril de 1997, TVG abandonó Galeusca TV y puso en marcha su propio canal internacional, Galicia TV, con cobertura para América Latina a través de Hispasat. ETB y TVC mantuvieron el proyecto un año más, y el 15 de septiembre se sumaron tres televisiones autonómicas: la valenciana Canal Nou, la madrileña Telemadrid y la andaluza Canal Sur. Finalmente, Galeusca TV desapareció el 30 de septiembre de 1998 en favor de los canales internacionales ETB Sat y TVC Internacional, propiciado por el abaratamiento de las emisiones digitales.